# Psychotria santaritensis
Psychotria santaritensis är en måreväxtart som beskrevs av John Duncan Dwyer. Psychotria santaritensis ingår i släktet Psychotria och familjen måreväxter. Inga underarter finns listade i Catalogue of Life.